# Wadium
Wadium (z łac. vadium a. vadimonium, ang. bid deposit, bid bond, tender guarantee) – określona suma pieniędzy lub zabezpieczenie jej zapłaty (np. gwarancja, poręczenie) składane w celu zagwarantowania dotrzymania warunków postępowania prowadzącego do zawarcia umowy (w szczególności przetargu lub aukcji) oraz zapewnienia samego zawarcia tejże umowy. Stanowi wyraz zabezpieczenia organizatora przed niesolidnym oferentem czy ofertą złożoną w celu „rozbicia przetargu”.
Zastrzeżeniem wadium może być zawarte w warunkach aukcji lub przetargu przez organizatora. 
Zastrzeżenie to, o ile zostało wprowadzone (gdyż nie jest obowiązkowe), wyznacza dalszy tok postępowania aukcji bądź przetargu i wiąże ich uczestników. Według art. 704 § 1 KC wysokość wadium wskazują warunki aukcji albo przetargu – zwykle jest to określony procent wartości przedmiotu licytowanego. Suma ta zazwyczaj jest uiszczona gotówką, niekiedy może być ona wniesiona przez udzielenie poręczenia. Podmiot, który wniósł wadium, staje się czynnym uczestnikiem aukcji albo przetargu, w odróżnieniu od podmiotu, który go nie wniósł. 
Art. 704 § 2 KC mówi, iż po zakończeniu przetargu bądź aukcji (zawarciu zamierzonej umowy) organizator jest obowiązany zwrócić uczestnikom uiszczone wadia, a jeśli ustanowione było zabezpieczenie, to wygasa. Wyjątkiem jest sytuacja, w której nie doszło do zawarcia umowy. Jeżeli powstała ona wskutek winy uczestnika, tzn. gdy uchyla się on od zawarcia umowy, mimo iż jego oferta została wybrana – organizator może zachować wadium dla siebie lub dochodzić zaspokojenia z przedmiotu zabezpieczenia. Jeżeli powstała ona wskutek winy organizatora, tzn. gdy uchyla się on od zawarcia umowy z uczestnikiem, którego oferta została wybrana – uczestnik może żądać zwrotu podwójnej wysokości wadium bądź w inny sposób domagać się naprawienia szkody.